# Бахманруд
Бахманруд (тадж. Баҳманрӯд) — посёлок городского типа (с 1966 года) в Хатлонской области Таджикистана, центр Темурмаликского района.  
До 16 апреля 2021 года носил название Советский (тадж. Совет). 

## Население
| 1970 | 1979 | 1989 | 2013 | 2015 | 2019   | 2020   | 2021   | 2022   |
| ---- | ---- | ---- | ---- | ---- | ------ | ------ | ------ | ------ |
| 4273 | 5710 | 7535 | 5000 | 9900 | 10 700 | 10 800 | 13 000 | 13 300 |